# Менелай (первосвященник)
Менелай (др.-евр. מנלאוס‬, др.-греч. Μενέλαος) — первосвященник в Иерусалиме с 171 года до н. э. до приблизительно 161 года до н. э. Был первосвященником в начале Маккавейского восстания (167—160 годы до н. э.). Сменил на посту первосвященника Ясона, брата Онии III.

## Биография

### Происхождение
В исторических источниках нет единого мнения о его происхождении. Согласно Второй Книги Маккавейской, он происходил из колена Вениамина, был братом Шимона, который предал Онию III царю империи Селевкидов — Селевку IV Филопатору и раскрыл сирийцам тайну сокровищ Иерусалимского Храма. По утверждению же Иосифа Флавия, Менелай был братом Онии III и Ясона, двух его предшественников на посту первосвященника, и также носил имя Ония. Хотя есть предположения, что Иосиф Флавий спутал Шимона, брата Менелая, с отцом Онии или Ясона.

### Приход к власти
За первые три года своего понтификата Ясон подтвердил свою приверженность эллинистической партии. Однако Тобиады во главе с Менелаем планировали свержение Ясона. Когда Менелай был послан к Антиоху IV Эпифану для оплаты ежегодной дани, ему удалось договориться что он станет первосвященником, пообещав большие выплаты. Полководец по имени Сострат был послан Антиохом IV с войском из кипрских солдат, чтобы подавить любое сопротивление первосвященника Ясона, а также чтобы собрать обещанную дань.
Первым делом Менелай изъял из Храма священные сосуды, чтобы выполнить своё обещание Антиоху IV Эпифану. Об этом услышал первосвященник Ония III и публично обвинил Менелая в ограблении Храма. Опасаясь последствий, Менелай сговорился с царским офицером Андрокусом убить Онию III, до того как тот успеет пожаловаться монарху. Менелай успел разграбить Храм во время беспорядков, во время которых погиб его брат Лисимах, причём обвинил народ Иерусалима во всех преступлениях и утверждал, что они сторонники Египта, и обвинявшие его были казнены.
Тем временем, Ясон не оставил свои претензии на роль первосвященника, и пока Антиох IV Эпифан в 170 году до н. э. вёл войну с Птолемеевским Египтом, Ясону удалось стать хозяином Иерусалима и изгнать Менелая. Антиох IV увидел в этом поступке вызов, вернулся из Египта в Иерусалим, устроил резню жителям и разграбил Храм.
Согласно Второй Книге Маккавейской, Менелай убедил Антиоха IV эллинизировать еврейские богослужения, что в конечном итоге привело к иудейскому восстанию во главе с Маккавеями, в ходе которого Менелай стал “козлом отпущения” и был казнён регентом Антиоха V Евпатора Лисием при попытке достижения соглашения с вождём восстания Иудой Маккавеем . Это произошло до 162 г. до н.э., в котором Лисий и Антиох V Евпатор были убиты Деметрием I Сотером.